# Latrodectus menavodi
Espèce
Latrodectus menavodi est une espèce d'araignées aranéomorphes de la famille des Theridiidae.

## Distribution
Cette espèce se rencontre à Madagascar, aux Comores et à Aldabra aux Seychelles.

## Publication originale
- Vinson, 1863 : Aranéides des îles de la Réunion, Maurice et Madagascar. Paris, p. 1-337.